# 박진영
박진영(朴軫永, 1971년 12월 13일 ~ )은 대한민국의 가수 및 연예기획자이다.
그는 1992년 그룹 '박진영과 신세대'로 데뷔하였지만 성공하지 못하고 1994년 내놓은 앨범 《Blue City》를 통해 타이틀곡 《날 떠나지마》로 솔로 데뷔하여 가수로서 성공하였다. 대표곡으로는 《날 떠나지마》, 《엘리베이터》, 《그녀는 예뻤다》, 《Honey》, 《난 여자가 있는데》, 《니가 사는 그 집》등이 있다. 1996년 JYP 엔터테인먼트를 설립한 후 god, 비, 별, 원더걸스, 2AM, 2PM, 미쓰에이, 15&, GOT7, DAY6, 트와이스, 스트레이 키즈, ITZY, NIZIU, Xdinary Heroes, NMIXX 등의 가수를 키워내거나 프로듀싱하였다.

## 생애

### 데뷔
1994년 내놓은 앨범 《Blue City》에서 타이틀곡인 《날 떠나지마》를 통해 솔로로 데뷔하여 가수로서 성공했다. 〈날 떠나지마〉가 전국적인 인기를 얻고 있던 1994년 모 언론사와의 공식적인 인터뷰에서 "대학 졸업 후 꿈은 '일반적인 샐러리맨'이다"라고 이야기하였고, 기존 관습에 벗어난 자유주의자임을 강조하였다. 또한 그는 1999년에 발간된 그의 자서전인 《미안해》를 통해 자신의 자유주의 사상과 견해를 수필 형식으로 이야기하였다.
가수로서는 이색적인 이슈를 몰고 다녔는데 '나의 노래는 마이크 타이슨의 주먹보다 강하다'라는 멘트를 하거나 안무 의상을 비닐바지로 입고 나오는 등 화제가 되었다.
이후 2001년까지 꾸준히 음반을 내며 <엘리베이터>, <Honey>, <썸머 징글벨>, <Kiss me>, <Swing Baby>, <난 여자가 있는데> 등 히트곡을 꾸준히 발표하였다. 2001년 정규 6집 <Game> 을 통해 자신의 가수 생활 7년을 정리하였으며 이후 프로듀싱에 집중하기 위해 가수로서 활동 중단을 선언했다. 이후 5년간은 프로듀싱에만 집중하다가 2007년 7집 <Back in stage>의 타이틀 곡 <니가 사는 그 집>으로 가수에 복귀하였고 현재까지 음반을 내고 있다.

### 프로듀서와 경영
가수로 활발히 활동하다가 1990년대 후반부터 god, 박지윤, 비, 별, 원더걸스, 2AM, 2PM, 미쓰에이, 15&, GOT7, DAY6, 트와이스, NIZIU, 등의 가수를 키워냈다.
뿐만 아니라 박진영의 가수 경영 방식이 삼성, 애플의 사례와 유사하다고 분석한 기사도 있다.
걸그룹의 경우 프로듀싱한 그룹 모두 대한민국의 대표 걸그룹으로 승승장구하며 성공했는데 원더걸스, 미쓰에이, 트와이스 모두 대한민국의 정상급 걸그룹이 되었다.
2019년 2월 걸그룹 ITZY를 제작하였고 ITZY는 대한민국 걸그룹 최단기간 음악방송 1위를 차지하며 2019년 최고의 신인으로 평가받았다.

### 민주당의 민주정책연구원 소장 영입 무산
2010년 1월 25일 민주당의 싱크탱크인 민주정책연구원 산하에 신설할 ‘청년 연구소(가칭)’의 소장직에 박진영을 영입하려 하였으나 빡빡한 공연 일정 등을 감안해 그 생각을 접었다고 전했다. 이러한 생각은 민주당의 박효석 민주정책연구원장이 젊은 연령층의 지지를 받고 있는 국민참여당에 대항하기 위하여 내놓았던 것인데, 박효석 연구원장은 이에 대해 '민주당에 젊은 피 수혈'이라는 생각을 가지고 있었다고 전했다. 한편, 청년 연구소 소장직을 제의받았던 박진영은 민주당 박상천 의원(김대중 정부의 법무부장관) 이모의 외손자로, 5촌 관계이기도 하다.

### 서윤정과의 이혼
1993년 박진영은 서윤정과 만났고 교제를 했으나 서윤정 가족들이 연예인 남편은 안된다며 반대해 박진영은 은퇴를 선언하고 공익근무요원으로 복무하던 중 1999년 극비리에 결혼했다. 그러나 2009년 이혼했다. 2009년 3월 27일 JYP엔터테인먼트 홈페이지 글을 통해 "나는 20살 때 만난 내 첫사랑과 지난 16년이란 시간을 함께 지냈다. 내 인생에서 가장 소중하고 아름다웠던 시간들을 함께하며 열렬히 사랑했지만 몇 년 전부터 둘 사이가 조금씩 멀어지기 시작했다. 몇 년 간의 고민과 방황 끝에 우린 결국 헤어지기로 했다."며 직접 이혼 사실을 알렸다.

### 미국 진출
비의 〈태양을 피하는 방법〉이 한국에서 23번째 1위를 하고 더 이상 여기에 있을 수 없다고 생각한 박진영은 미국 진출을 계획했다. 그러나 회사 경영진들은 박진영의 무모한 미국진출에 반대했고 1년 안에 빌보드 10위권 진입 못하면 귀국하는 조건을 내걸었다. 그리고 회삿돈도 쓰지 못하게 해 모두 박진영 개인 재산으로 투자해야만 했고 지인의 집에 머물며 지냈다. 이전까지 아시아 사람들이 미국에 진출해 성공한 바가 없었고 일본의 유명 작곡가들도 2번의 실패한 경험이 있었다. 그들은 아시아에서 온 유명한 작곡가라며 홍보했지만 흑인들은 배끼기식 음악을 했다는 선입견을 갖고 접근했기 때문에 성공하지 못했던 것이었다. 그래서 동양인 느낌이 나는 이름 PARK보다 현지인 느낌이 나도록 JYP라는 이니셜을 사용했다. 자신이 만든 음악 CD를 20장씩 만들어서 배낭에 넣어 매일같이 음반사에 돌아다니며 홍보했고 작전은 성공했다. 11개월 동안 음반사 안내원에게 집요하게 홍보했고 안내원은 동료직원에게 건네면서 드디어 곡을 팔았다. 인기는 계속 얻었고 2004년 Mase의 음반 《Welcome Back》에 수록된 곡 〈The Love You Need〉는 빌보드 앨범차트 4위를 기록했다. 이를 들은 윌 스미스 관계자는 박진영에게 전화를 해와 곡을 사고싶다는 전화를 해왔고 1500만원을 받고 팔았다. 그렇게 윌 스미스의 음반 《Lost and Found》에 실린 곡 〈I Wish I Made That〉은 빌보드 앨범차트 6위까지 올랐다. 또다른 미국 진출작으로 알려진 Cassie의 〈When your body is talking〉의 경우는 앨범에 정식 수록되지 않았다.
미국에서는 겸손한 사람보다 자신감이 있는 사람을 인정하는 문화적 차이를 실감한 박진영은 옷차림에 특별히 신경쓰고 지인의 좋은 차를 빌려서 업무에 사용하기도 했다.
박진영은 미국에서 유명 프로듀서 릴존과 공동으로 Min(민)을, 아웃캐스트와 함께 J Lim(임정희)를, 알 켈리와 함께 G.Soul을 데뷔시키려 했으나 세계적인 금융위기로 인해 무산되고 말았다. 하지만 원더걸스는 미국 진출 4개월만인 2009년 10월 빌보드 역사상 대한민국 가수 최초로 '핫 100'차트에 오르는 쾌거를 이뤘다.

## 학력
- 서울용마초등학교 (졸업)
- 건국대학교 사범대학 부속중학교 (졸업)
- 배명고등학교 (졸업) (90년)
- 연세대학교 이과대학 지질학과[11] (학사) (1990학번)
- 경기대학교 행정대학원 석사과정 4학기 수료
- 연세대학교 대학원 정치학과 국제정치학 (석사과정 편입 후 중퇴)

## 철학
- 박진영은 섹스에 대한 파격적인 발언을 하여 구설수에 오르기도 했다. 대표적으로 "섹스는 게임이다"라는 발언인데 박진영은 이러한 발언을 근거로 자신을 문란한 사람으로 몰아넣는 것에 대해서 항변한다. 연인끼리에만 해당되는 말로써 즐기자는 의미라고 말한다. 그러나 처음 만난 사람과 하룻밤 사랑을 나누는 것에 대해서는 보수적인 생각을 가지고 있다고 말한다.[12] 박진영이 서윤정과 이혼하자 그 당일부로 일각에서는 이런 박진영을 비꼬기 위해 박진영에게 Game Over 또는 Insert Coin이라고 불렀다.
- 사업적으로도 성공한 박진영은 2007년 2월 16일 하버드대 케네디 정치대학원에서 한국의 엔터테인먼트를 주제로 강의를 한 적도 있다.[13]
- 바로 "한국적인 것이 세계적이다. 또는 한류라는 말을 별로 좋아하지 않는 박진영은 한국인이 반드시 한국적인 음악을 해야 한다는 생각을 갖진 않고 있다. 한국인이라도 흑인 음악을 할 수 있고 그것들로 해외 진출도 할 수 있다"란 말을 그가 한 것이다.[14]
- 박진영은 파격적인 의상으로 화제를 불러모으기도 했는데 대표적으로 비닐의상이 있다. 또한 2003년 8월 10일 청와대 차세대 성장동력 보고회에서 망사 옷을 입고 와 언론에 보도되기도 했다.[15]
- 한편 그는 "미국의 음악가들 중 악보를 보지 못하고 화성같은 기본적인 음악 지식을 모르는 사람이 많다. 음악공부를 별로 하지 못했다고 해서 좋은 음악을 못 만드는 것은 아니라고 생각한다. 중요한 건 감각이고 음악은 음학(學)이 아니라고 생각한다."라는 말을 하기도 했다.[16]
- 그리고 비에 대해서는 "가수가 아닌 어떤 일을 했어도 성공했을 친구"라고 생각한다. 어느날 비의 집에 갔었는데 자신이 잔소리를 해놓은 것을 모두 포스트잇으로 붙여놓은 것을 보며 놀랐다고 한다.[17]
- 또한 소미에 대해서는 "정말 재능은 뛰어난데 겉절이 같아서(아직 익지 않아서) 참 안타까운 친구"라고 생각한다. 그것 때문에 트와이스로 선발하지 않았다.[18]
- 박진영은 케이팝스타라는 오디션프로그램에서 심사위원으로 활약하며 "공기반 소리반"이라는 노래철학을 대중들에게 소개하였다. 방송에서 참가자가 노래를 부를 때 박진영의 표정을 보면 참가자가 잘했는데 못했는지 알 수 있다.
- 박진영은 경영을 그만두고 가수활동과 작곡만 하면서 무대에서 인생을 마감하고 싶다고 말했다.[19]
- 박진영의 안목이 항상 영광만을 안겨 준 것은 아니다. 박지윤의 뛰어난 가창력을 무시한 채 외모만 집중시켰는데 박지윤이 박진영의 손에서 벗어나자 뛰어난 가창력으로 사람들을 놀라게 했다. 또한 원더걸스의 경우 역시 국내차트에서 1위를 했다고 해서 미국 가요계의 흐름을 파악하지 못한 채 무조건 미국 가요계에 진출했다가 실패하고 초라하게 귀국했는데 이때 국내가요계 1위의 자리마저 이미 소녀시대에게 내준 이후였다. 게다가 싸이에 대해 혹평했는데 싸이는 되려 강남스타일로 원더걸스가 해보지 못한 빌보드 차트를 휩쓸었으며 박진영이 K팝스타 1에서 혹평한 유주는 여자친구의 메인보컬로 크게 성장하고 가요계에서 승승장구하고 있으며 심지어는 트와이스에 선발하지 않고 탈락시킨 소미가 《PRODUCE 101》에서 100명의 경쟁자들을 누르고 우승을 차지했다. 결론적으로 박진영이 나쁘다고 평가한 대부분이 되려 크게 성공을 거두고 있다[출처 필요].
- 2020년부터 자신의 개신교 신앙을 공표했으며, 자신이 직접 성경 강의를 하는 비영리 사단법인 〈첫열매들〉을 운영하고 있다.[20][21][22]

## 출연 작품

### 드라마
| 연도 | 제목                | 역할     | 비고        |
| ---- | ------------------- | -------- | ----------- |
| 2011 | 《드림하이》        | 양진만   |             |
| 2012 | 《드림하이 2》      | 양진만   |             |
| 2015 | 《칠전팔기 구해라》 | 심사위원 |             |
| 2015 | 《프로듀사》        | 본인     | 카메오 출연 |

### 영화
| 연도 | 제목                 | 역할        | 비고      |
| ---- | -------------------- | ----------- | --------- |
| 2006 | 《진실》             |             | 음악      |
| 2012 | 《5백만불의 사나이》 | 최영인      |           |
| 2013 | 《밤의 여왕》        | 열쇠 수리공 | 특별 출연 |

### 예능
| 연도        | 제목                                                  | 역할                            | 비고 |
| ----------- | ----------------------------------------------------- | ------------------------------- | ---- |
| 1995        | 《TV는 사랑을 싣고》                                  | 게스트                          |      |
| 2001        | 《초특급 일요일 만세- 영재 육성 프로젝트 99%의 도전》 | 심사위원                        |      |
| 2006        | 《슈퍼스타 서바이벌》                                 | 심사위원                        |      |
| 2010        | 《슈퍼스타K 2》                                       | 심사위원                        |      |
| 2011 ~ 2012 | 《K팝 스타》                                          | 심사위원                        |      |
| 2012        | 《SNL 코리아 2》                                      | 호스트                          |      |
| 2012 ~ 2013 | 《K팝 스타 2》                                        | 심사위원                        |      |
| 2013 ~ 2014 | 《K팝 스타 3》                                        | 심사위원                        |      |
| 2014 ~ 2015 | 《K팝 스타 4》                                        | 심사위원                        |      |
| 2015        | 《무한도전》                                          |                                 |      |
| 2015        | 《SIXTEEN》                                           | 심사위원                        |      |
| 2015 ~ 2016 | 《K팝 스타 5》                                        | 심사위원                        |      |
| 2016 ~ 2017 | 《K팝 스타 6》                                        | 심사위원                        |      |
| 2018        | 《아는형님》                                          | 게스트(with.갓세븐)             |      |
| 2019        | 《아는형님》                                          | 게스트(with.트와이스 다현,나연) |      |
| 2019        | 《불후의 명곡》                                       |                                 |      |
| 2021        | 《아는형님》                                          | 비와 동반출연                   |      |
| 2021        | 《라우드》                                            | 심사위원                        |      |
| 2022        | 《싱포골드》                                          | MC                              |      |
| 2022        | 《k-909》                                             |                                 |      |
| 2023        | 《골든걸스》                                          | 프로듀셔                        |      |
| 2023        | 《유 퀴즈 온 더 블럭》                                | 게스트                          |      |
| 2023        | 《라디오스타》                                        | 게스트                          |      |

### 시사(뉴스)/교양 및 음악방송
| 연도 | 제목               | 역할                     | 비고                    |
| ---- | ------------------ | ------------------------ | ----------------------- |
| 2021 | 《아침마당》       | 비와 동반출연            | 신년특집 심사위원       |
| 2021 | 《쇼! 음악중심》   | 비와 동반출연            | 신곡 발표후 첫 음악방송 |
| 2021 | 《가요무대》       | 비와 동반출연            | 가요무대 첫 출연        |
| 2022 | 《뮤직뱅크》       | 아이브 장원영과 동반출연 |                         |
| 2022 | 《쇼! 음악중심》   | 조유리와 동반출연        |                         |
| 2022 | 《 SBS 인기가요》  | 오마이걸 유아와 동반출연 |                         |
| 2022 | 《MBC 뉴스투데이》 | 스페셜 기상 캐스터       |                         |

## 음반 활동

### 솔로

#### 정규 앨범
- 1994년 1집 《Blue City》 - 날 떠나지마, 너의 뒤에서
- 1995년 2집 《딴따라》 - 엘리베이터, 청혼가
- 1997년 3집 《썸머 징글벨》 - 그녀는 예뻤다, 난, 썸머징글벨
- 1998년 4집 《십년이 지나도》 - Honey, 십년이 지나도
- 1998년 5집 《Kiss Me》 - Kiss me
- 2001년 6집 《Game》 - 난 여자가 있는데, swing baby, 음음음
- 2007년 7집 《Back To Stage》 - 니가 사는 그집, KIss, 대낮에 한 이별

#### 비정규 앨범
- 1996년 베스트 앨범 《It's The Time》

#### 싱글 앨범
- 2009년 첫 싱글 〈Sad Freedom〉 - No love No more
- 2012년 《Spring 새로운 사랑에게 보내는 다섯곡의 노래》 - 너뿐이야 (You're the one), 다른 사람 품에 안겨서 (Someone Else) (Duet With 가인)
- 2012년 《나는 배우다 Movie star》
- 2012년 《Classic》 - Classic (Duet With 택연, 우영, 수지)
- 2013년 《Halftime》 - 사랑이 제일 낫더라 (Feat. 남궁송옥 & 개코 of Dynamic Duo), 놀만큼 놀아봤어
- 2015년 〈24/34〉- 어머님이 누구니 (Feat. 제시)
- 2015년 〈24/34〉- 어머님이 누구니 (Soul Ver.) (Feat. 이진아, 지존)
- 2015년 《Sing the Road》 - 공항 가는 길 (Sing the Road #01) (Duet With 이진아)
- 2015년 《Sing the Road》 - 잠수교 (Sing the Road #02) (Duet With 정승환)
- 2015년 《Sing the Road》 - 부산에 가면 (Sing the Road #03) (Duet With 버나드 박, 박지민)
- 2015년 《너만 있으면 돼》 - 너만 있으면 돼 (Feat. 피타입)
- 2016년 《Still Alive》 - 살아있네, Fire (Feat. Conan O`Brien, Steven Yeun, 박지민)
- 2017년 《BLUE & RED》 - 후회해 (Duet. 헤이즈)
- 2019년 《꽉 잡은 이 손》 - 꽉 잡은 이 손
- 2019년 《FEVER》 - FEVER
- 2020년 《When We Disco (Duet with 선미)》 - When We Disco (Duet with 선미)
- 2021년 《나로 바꾸자 (Duet with 비)》 - 나로 바꾸자 (Duet with 비)
- 2023년 《Changed Man》 - Changed Man (with 김완선)

### 제작 앨범
| - 1997년 진주 1집 《해바라기》 - 1999년 god 1집 《Chapter 1》 - 1999년 god 2집 Chapter 2 - 1999년 진주 2집 《Soul》 - 2000년 량현량하 1집 《쌍둥이 파워》 - 2000년 박지윤 4집 《성인식》 - 2000년 god 3집 - 2001년 god 4집 - 2002년 비 1집 《Bad Guy》 - 2002년 박지윤 5집 《Man》 - 2002년 별 1집 《12월 32일》 - 2002년 god 5집 《Chapter 5 Letter》 - 2002년 노을 1집 - 2003년 비 2집 《Rain 2;》 - 2003년 박지윤 6집 《Woo~ Twenty One》 - 2003년 원투 1집 《자 엉덩이》 - 2004년 한나 1집 《Bounce》 - 2004년 노을 2집 《아파도 아파도》 - 2004년 비 3집 《It's Raining》 - 2004년 god 6집 《보통날》 - 2005년 별 2집 《2》 - 2005년 god 7집 《하늘속으로》 - 2006년 비 4집 《Rain's World》 - 2006년 노을 3집 《전부 너였다》 | - 2007년 원더걸스 싱글 《The Wonder Begins》 - 2007년 한성별곡 OST 《한성별곡-正》 - 2007년 원더걸스 1집 《The Wonder Years》 - 2008년 JOO 싱글 《어린 여자》 - 2008년 원더걸스 싱글 《So Hot》 - 2008년 2AM 싱글 《이 노래》 - 2008년 2PM 싱글 《Hottest Time of the Day》 - 2008년 원더걸스 싱글 《The Wonder Years - Trilogy》 - 2009년 2AM 싱글 《Time For Confession》 - 2009년 2PM 싱글 《2:00PM Time For Change》 - 2009년 2PM 1집 《1:59PM》 - 2010년 2PM 싱글 《Don't Stop Can't Stop》 - 2010년 원더걸스 싱글 《2 Different Tears》 - 2010년 미스에이 싱글 《Bad But Good》 - 2010년 2PM 싱글 《Still 2:00pm》 - 2010년 미스에이 싱글 《Step Up》 - 2011년 드림하이 OST - 2011년 2PM 2집 《Hands Up》 - 2011년 미스에이 1집 《A Class》 - 2011년 원더걸스 2집 《Wonder World》 - 2012년 드림하이 2 OST - 2012년 미스에이 싱글 《Touch》 - 2012년 JJ 프로젝트 싱글 《Bounce》 - 2012년 원더걸스 EP 《Wonder Party》 - 2013년 2PM 3집 《GROWN》 - 2014년 GOT7 EP 《Got it?》 - 2014년 GOT7 EP 《GOT♡》 - 2014년 2AM 3집 Let`s Talk - 2014년 GOT7 1집 《ldentify》 - 2017년 수지 EP Yes? No? - 2017년 GOT7 EP 《FLIGHT LOG : ARRIVAL》 - 2017년 트와이스 EP 《SIGNAL》 - 2017년 페이 싱글 Fantasy - 2019년 트와이스 《Feel Special》 - 2020년 트와이스 《MORE & MORE》 |

### 작사, 작곡
- 엄정화 - 〈초대〉
- 이기찬 - 〈또 한 번 사랑은 가고〉
- 김건모 - 〈괜찮아요〉
- S.E.S. - 〈바람둥이 길들이기〉
- 인순이 - 〈밀애〉, 〈그대가 말하는 사랑〉, 〈또〉
- 이지훈 - 〈니가 웃을 때면〉, 〈그녀가 가잖아〉
- 김장훈 - 〈반지〉
- 김조한 - 〈사랑해요〉
- 이선희 - 〈살아가다 보면〉
- 임상아 - 〈저 바다가 날 막겠어〉
- 케이윌 - 〈왼쪽 가슴〉
- KBS 로고송
- MBC 표준FM 로고송 - 다장조 버전
- 세븐 - 〈내가 노래를 못해도〉
- 나인뮤지스 - 〈No Play Boy〉
- 아이비 - 〈I Dance (Feat. 유빈)〉
- 김범수 - 〈지나간다〉
- 언니쓰 - 〈Shut up〉
- 아이오아이 - 〈너무 너무 너무〉
- 김완선 - 〈Lucky〉

### 해외 아티스트와의 작업
- 메이스 - 〈The love you need〉
- 윌 스미스 - 〈I wish I made that〉
- SMAP - 〈White Message〉
- 코코리 - 〈A dream of ONE〉

## 저서
- 1999년 수필집 《미안해》 ISBN 89-349-0459-3
- 2020년 수필 《무엇를 위해 살죠?》 ISBN 1190492970

## 수상 내역
- 1997년 SBS 서울가요대상 - 10대 가수상, 최고 편곡가상
- 1997년 KBS 가요대상 - 올해의 가수상
- 1999년 SBS 가요대상 - 올해의 작곡가상
- 2000년 SBS 가요대상 - 올해의 작사가상, 올해의 프로듀서상
- 2001년 제16회 골든디스크상 시상식 - 본상
- 2001년 서울가요대상 - 올해의 작곡가상
- 2001년 Mnet Music Video Festival - 최고뮤직비디오상 R&B 부문
- 2002년 SBS 가요대상 - 올해의 프로듀서상
- 2002년 서울가요대상 - 올해의 작곡가상
- 2002년 KBS 가요대상 - 올해의 작곡가상
- 2007년 제22회 골든디스크상 - 제작자상
- 2007년 제7회 자랑스런한국인대상 - 대중예술부문
- 2009년 제1회 Mnet Asian Music Awards - Best Asian Composer상
- 2010년 제1회 서울문화예술대상 - 대중음악 프로듀서 부문 대상
- 2015년 제7회 멜론뮤직어워드 - 뮤직비디오상
- 2015년 제17회 Mnet Asian Music Awards - 남자 가수상
- 2015년 제 17회 Mnet Asian Music Awards - 베스트 프로듀서 (한국)
- 2023년 KBS 연예대상 올해의 예능인상
- 2024년 엠넷 아시안 뮤직 어워즈 인스파이어링 어치브먼트상

### 가요 프로그램 1위
| 연도            | 수상 내역 (총 15회) |
| --------------- | --- |
| 1995년 (총 7회) | - 날 떠나지마 (총 6회) - 2월 19일 SBS 《TV 가요 20》 1위 - 2월 26일 SBS 《TV 가요 20》 1위 (2주 연속) - 3월 1일 KBS 《가요톱10》 1위 - 3월 5일 SBS 《TV 가요 20》 1위 (3주 연속) - 3월 8일 KBS 《가요톱10》 1위 (2주 연속) - 3월 12일 SBS 《TV 가요 20》 1위 (4주 연속) - 청혼가 (총 1회) - 11월 1일 KBS 《가요톱10》 1위 |
| 1997년 (총 4회) | - 그녀는 예뻤다 (총 4회) - 6월 21일 MBC 《인기가요 베스트 50》 1위 - 6월 25일 KBS 《가요톱텐》 1위 - 6월 28일 MBC 《인기가요 베스트 50》 1위 (2주 연속) - 7월 5일 MBC 《인기가요 베스트 50》 1위 (3주 연속) (BEST OF BEST)                                                                                                |
| 1998년 (총 2회) | - HONEY (총 2회) - 3월 8일 SBS 《인기가요》 1위 - 3월 15일 SBS 《인기가요》 1위 (2주 연속) |
| 2001년 (총 1회) | - 난 여자가 있는데 (총 1회) - 8월 5일 SBS 《인기가요》 1위 |
| 2007년 (총 1회) | - 니가 사는 그 집 (총 1회) - 12월 9일 SBS 《인기가요》 뮤티즌송 |

## CF
- 1994년 오리온 센스민트
- 1995년 인디에프 메이폴
- 1997년 ~ 1998년 LG전자 싸이언
- 1997년 LF 타운젠트
- 1998년 웅진식품 데킬라
- 1999년 아모레퍼시픽 댄트롤 닥터
- 2001년 F&K 티피코시
- 2002년 현대캐피탈 드림론패스
- 2005년 HP코리아 컴팩프리자리오V3033
- 2007년 하이트진로 임페리얼클래식12
- 2007년 DSD삼호
- 2006년 BMW 쉬어 드라이빙 플래져 (정지훈과 공동출연)
- 2008년 코카콜라 파워에이드
- 2008년 BUCKAROO
- 2009년 신한금융투자 (허구연 해설위원과 공동출연)
- 2011년 HP코리아 HP엔비
- 2012년 CJ CGV 아트하우스
- 2012년 아디다스 리복클래식
- 2013년 디아지오코리아 시락 보드카
- 2015년 SK텔레콤 LTE-A
- 2015년 현대자동차 (이진아, 정승환과 공동출연)
- 2015년 스쿨룩스 (트와이스와 공동출연)
- 2015년 마모트 (소지섭과 공동출연)
- 2016년 유니클로
- 2016년 넷마블 모두의마블 시즌2
- 2020년 네이트
- 2020년 ~2021년 LF몰(선미과 공동출연)

## 친척
전라남도 고흥군에서 5선 국회의원을 지낸 박상천 제47대 법무부 장관과 5촌 관계다.

## 같이 보기
- 골든걸스
- 김형석
- 이은미
- 인순이
- 박미경
- 김완선
- 신효범
- 방시혁
- 비
- 박지윤
- 원더걸스
- 방탄소년단
- 트와이스
- ITZY